# Lýsky
Lýsky (německy Lejsek)  jsou vesnice, část statutárního města Přerova. Nachází se asi 3 km na sever od Přerova. Prochází zde silnice I/47. V roce 2009 zde bylo evidováno 68 adres. V roce 2001 zde trvale žilo 219 obyvatel.
Přerov IX-Lýsky leží v katastrálním území Lýsky o rozloze 2,25 km2.